# Djed Spence
Diop Tehuti Djed-Hotep Spence (* 9. August 2000 in London) ist ein englischer Fußballspieler. Der rechte Außenverteidiger steht beim englischen Erstligisten Tottenham Hotspur unter Vertrag.

## Karriere
Der in der englischen Hauptstadt London geborene Djed Spence entstammt der Jugendakademie des FC Fulham, wo er in der Saison 2017/18 bereits zu fünf Einsätzen für die Reservemannschaft in der Premier League 2 kam. Nach seinem Vertragende am Ende der Spielzeit wurde er von den Cottagers freigestellt und war damit ablösefrei.
Am 1. Juli 2018 schloss er sich dem FC Middlesbrough an. Dort war er in der Saison 2018/19 zunächst für die U23-Mannschaft eingeplant. Bereits am 14. August 2018 wurde er jedoch erstmals für ein Ligapokalspiel in die erste Mannschaft beordert. Beim 7:6-Sieg nach Elfmeterschießen gegen Notts County an diesem Tag kam er auch zu seinem Debüt, als er in der 66. Spielminute für Dael Fry eingewechselt wurde. In seiner ersten Spielzeit beim Verein kam er in einer weiteren Pokalpartie der Herren zum Einsatz und stand parallel dazu in 18 Ligaspielen der Reserve auf dem Platz.
Nachdem er die darauffolgende Saison 2019/20 in der U23 begonnen hatte, kam er im Dezember 2019 wieder in die erste Mannschaft von Cheftrainer Jonathan Woodgate. Am 7. Dezember (20. Spieltag) stand er beim 1:0-Heimsieg gegen Charlton Athletic über die volle Distanz der Partie auf dem Rasen und kam zu seinem ersten Einsatz in der zweithöchsten englischen Spielklasse. Für seine Leistung wurde er im Anschluss von Woodgate gelobt, der ihn daraufhin auch in den nächsten Wochen regelmäßig einsetzte. Am 26. Dezember (24. Spieltag) erzielte er beim 1:0-Heimsieg gegen Huddersfield Town das entscheidende Tor seiner Mannschaft. Spence entwickelte sich im Verlauf der Rückrunde zur wichtigen Stammkraft und am 3. Februar 2020 wurde er mit einem neuen Vertrag bis 2022 ausgestattet. Nach Woodgates Entlassung im Juni 2020 behielt er seinen Status auch unter dem erfahrenen Neil Warnock, sodass er die Spielzeit 2019/20 mit 22 Ligaeinsätzen und einem Torerfolg abschloss.
Am 1. September 2021 wechselte Spence auf Leihbasis für die Saison 2021/22 zu Nottingham Forest. Bei seinem neuen Team avancierte er zum unumstrittenen Stammspieler auf der rechten Verteidigerposition und konnte speziell mit seinen dynamischen Offensivaktionen ligaweit auf sich aufmerksam machen. Für seine ausgezeichneten Leistungen wurde er am Saisonende in das PFA Team of the Year der zweiten Liga gewählt, zudem zog er mit Forest als Tabellenvierter in die Aufstiegs-Play-offs ein und erreichte dort nach einem Halbfinal-Erfolg über Sheffield United das Finale in Wembley. Im Finale besiegte Spence mit seinem Team Huddersfield Town vor 80.019 Zuschauern mit 1:0 und sicherte sich damit den Aufstieg in die Premier League.
Zu Beginn der Premier League 2022/23 wechselte Djed Spence zu dem Londoner Verein Tottenham Hotspur. Da er dort zunächst nur zu wenigen Kurzeinsätzen kam, wurde der Spieler im Januar 2023 bis Saisonende nach Frankreich zu Stade Rennes verliehen. Im August 2023 folgte eine weitere Leihe zu Leeds United. Diese wurde im Januar 2024 beendet und er wurde an den CFC Genua verliehen. Für den italienischen Erstligisten bestritt er sechzehn Ligaspiele in der Serie A 2023/24 und erreichte mit dem Aufsteiger als Tabellenelfter souverän den Klassenerhalt.

## Erfolge
- Europa-League-Sieger: 2025